# Свети Димитър (Крушари)
Вижте пояснителната страница за други значения на Свети Димитър.
„Свети Димитър“ е православна църква в село Крушари, част от Варненската и Великопреславска епархия на Българската православна църква.

## История
Църквата е изградена в 1853 година, но по време на Руско-турската война в 1877 година е цялостно опожарена. На Димитровден 1882 година е положен основният камък на новата църква, която е завършена на следната 1883 година. Пръв свещеник е Петър Стоилов, ръкоположен около 1868 – 1869 година, който служи непрекъснато до смъртта си.
Стенописите в храма са изписани в 1883 година от дебърския майстор Марко Минов. Сред изображенията личат Бог Саваот, Успение Богородично, Рождество Христоово, Възкресение Господне. На западната стена на храма е изобразен Страшният съд с добър колорит.